# Selaginella christii
Selaginella christii là một loài dương xỉ trong họ Selaginellaceae. Loài này được H. Lév. mô tả khoa học đầu tiên năm 1911.
Danh pháp khoa học của loài này chưa được làm sáng tỏ. 